# Apozomus yirrkala
Apozomus yirrkala är en spindeldjursart som beskrevs av Harvey 1992. Apozomus yirrkala ingår i släktet Apozomus och familjen Hubbardiidae. Inga underarter finns listade i Catalogue of Life.